# Kajmanci
Kajmanci je naziv za stanovnike Kajmanskih otoka.
Kao potomci crnih afričkih robova i engleskih doseljenika, po rasnim obilježjima su uglavnom mulati, te nešto manje bijelci i crnci.
Gotovo u potpunosti pripadaju raznim protestantskim crkvama, od kojih je najrasprostranjenija prezbiterijanska.